# Dwars door België 1950
De 6e editie van Dwars door België werd verreden op zaterdag 29 april en zondag 30 april 1950. Deze editie ging over 2 etappes en het eindklassement was nu niet op basis van tijd maar op basis van punten. 

## Wedstrijdverloop 1e etappe
De start van de 1e etappe lag in Waregem, de finish in Eisden, de afstand bedroeg 240 km. 69 renners gingen van start in Waregem. In het begin van de etappe waren er diverse aanvallen, echter allen zonder succes. Na ruim 100 km was er nog een groep bijeen van 47 renners, de rest was gelost of reeds afgestapt. Op de Bosstraat te Boom was er aanval van Hendrickx en Ollivier. Door deze impulsen en pechgevallen dunde de groep verder uit. In Dendermonde was er een valpartij met belangrijkste slachtoffer Desmet. Uiteindelijk waren er in Eisden nog 21 renners vooruit die in de lokale ronden voor de zege gingen strijden. In de massasprint won Rosseel nipt deze 1e etappe van Dwars door België.

## Hellingen 1e etappe
Voor zover bekend moesten de volgende hellingen moesten in de 1e etappe van 1950 beklommen worden:

## Uitslag 1e etappe
| Plaats  | Naam             | Ploeg | Tijd     |
| ------- | ---------------- | ----- | -------- |
| Winnaar | André Rosseel    |       | 6u20'00" |
| 2       | Baziel Wambeke   |       | z.t.     |
| 3       | Albert Annutchin |       | z.t.     |

## Wedstrijdverloop 2e etappe
De 2e etappe ging een dag later van Eisden terug naar Waregem, de afstand bedroeg 240 km. 44 renners van start gingen in Eisden. Vooral Desmet was erg actief met een aanval direct na de start,  maar hij werd even later ingelopen. Hij trok weer ten aanval in Sint-Truiden. Even later wisten 7 andere renners - waaronder de leider in het klassement Rosseel - zich bij hem aan te sluiten zodat er na 100 km een kopgroep van 8 renners was. In Opwijk had Desmet een lekke band, maar ook 2 andere renners werden teruggeslagen door pech. De kopgroep van 5 met leider Rosseel kwam in Oudenaarde voor een gesloten overweg, de renners namen de fiets op de rug en gingen via de trappen en brug over de spoorweg. Hierdoor brak de kopgroep in 2 delen, 3 renners (waaronder Rosseel) reden nu voorop. In de lokale ronden ontsnapte Van der Veken uit deze groep van 3 en won deze 2e etappe van Dwars door België. Rosseel die in de 1e etappe 1e werd, werd in deze 2e etappe 3e en won zo het eindklassement.

## Hellingen 2e etappe
Voor zover bekend moesten de volgende hellingen moesten in de 2e etappe van 1950 beklommen worden:

## Uitslag 2e etappe
| Plaats  | Naam                | Ploeg | Tijd     |
| ------- | ------------------- | ----- | -------- |
| Winnaar | Emiel van der Veken |       | 6u45'00" |
| 2       | Lucien Mathijse     |       | op 25"   |
| 3       | André Rosseel       |       | z.t.     |

## Eindklassement
| Plaats  | Naam                | Ploeg | Punten |
| ------- | ------------------- | ----- | ------ |
| Winnaar | André Rosseel       |       | 4      |
| 2       | Emiel van der Veken |       | 6      |
| 3       | Jules Depoorter     |       | 12     |
| 4       | André Maelbrancke   |       | 12     |
| 5       | Emiel Rogiers       |       | 13     |
| 6       | Albert Annutchin    |       | 15     |
| 7       | Valeer Lowie        |       | 25     |
| 8       | Albert Decin        |       | 31     |
| 9       | Jozef Decraene      |       | 33     |
| 10      | Raymond Desmet      |       | 38     |

1945 · 1946 · 1947 · 1948 · 1949 · 1950 · 1951 · 1952 · 1953 · 1954 · 1955 · 1956 · 1957 · 1958 · 1959 · 1960 · 1961 · 1962 · 1963 · 1964 · 1965 · 1966 · 1967 · 1968 · 1969 · 1970 · 1971 · 1972 · 1973 · 1974 · 1975 · 1976 · 1977 · 1978 · 1979 · 1980 · 1981 · 1982 · 1983 · 1984 · 1985 · 1986 · 1987 · 1988 · 1989 · 1990 · 1991 · 1992 · 1993 · 1994 · 1995 · 1996 · 1997 · 1998 · 1999 · 2000 · 2001 · 2002 · 2003 · 2004 · 2005 · 2006 · 2007 · 2008 · 2009 · 2010 · 2011 · 2012 · 2013 · 2014 · 2015 · 2016 · 2017 · 2018 · 2019 · 2020 · 2021 · 2022 · 2023 · 2024

Lijst van beklimmingen